# Percy Sands
Percy Robert Sands (ur. 1881 w Londynie, zm.  grudzień 1965) – angielski piłkarz występujący na pozycji obrońcy. Siedemnaście lat swojej kariery spędził grając w barwach Arsenalu, co czyni go jednym z najdłużej związanych z drużyną zawodników.

## Życiorys
Sands urodził się w Norwood w Londynie, młodość spędził jednak w Cheltenham, gdzie przygotowywał się do pracy nauczyciela, zaś w międzyczasie zgłosił się do Cheltenham Town. W 1902 roku dołączył do Woolwich Arsenal jako amator. Mimo to w sezonie 1903/04 stał się podstawowym obrońcą, debiutując 5 września 1903 roku w meczu przeciwko Blackpool. Przez kolejne trzy lata nie zdecydował się przejść na zawodowstwo i grę w klubie łączył z pracą nauczyciela.
W 1904 roku Arsenal zapewnił sobie awans do First Division, zaś Sands występował niemalże w każdym meczu. I chociaż w tamtym czasie klub nie należał do czołówki, dwa lata z rzędu, tj. w sezonie 1905/06 oraz 1906/07, udawało mu się osiągać półfinał Pucharu Anglii. Z kolei sam Sands, który otrzymał przydomek "Mr Reliable", pozostał w zespole nawet w trudnych czasach problemów finansowych oraz spadku w sezonie 1912/13. W tamtym okresie został on kapitanem drużyny i uczestniczył w przenosinach klubu na Highbury.
W związku z wybuchem I wojny światowej rozgrywki piłkarskie zostały zawieszone. Mimo to mający wówczas 33 lata Sands kontynuował grę dla Arsenalu w spotkaniach nieoficjalnych. Z czasem wyjechał jednak, by wspomóc Royal Army Medical Corps na froncie zachodnim. Po nastaniu pokoju dołączył do Southend United, a krótko po tym zakończył karierę. W sumie rozegrał dla Arsenalu 350 spotkań, ustanawiając rekord, który dopiero piętnaście lat później pobił Bob John.
Nigdy nie udało mu się wystąpić w reprezentacji Anglii, chociaż bywał powoływany na zgrupowania, a także grał dla reprezentacji Football League. Zmarł w grudniu 1965 roku w wieku 84 lat.